# Гуманітарний Штаб Ріната Ахметова
Гуманіта́рний штаб Ріна́та Ахме́това — гуманітарна місія в Україні, яка працює в Донбасі. Створений 6 серпня 2014 року, декларує надання допомоги населенню Донецької і Луганської областей, що постраждали в результаті російсько-українсько війни на Донбасі. Штаб об'єднав ресурси українського олігарха Ахметова, Групу СКМ, а також ФК «Шахтар».
Спочатку наданням допомоги займався Фонд Ахметова, який працює з 2005 року, а в серпні 2014 року було засновано Гуманітарний Штаб на базі Фонду.
До лютого 2017 року Гуманітарний штаб працював по обидва боки лінії зіткнення. З березня 2017 року терористи з так званої «ДНР» заборонили діяльність штабу на окупованій ними території.

## Принципи роботи
У серпні 2014 року Ахметов використав футбольний стадіон «Донбас Арена» як склад. Згідно з даними штабу, 2014 року було евакуйовано 40 тис. людей із зони військових дій і надано 1,35 млн продуктових наборів.
Допомога штабу націлена перш за все на людей похилого віку, інвалідів та дітей. Штаб працює на території, підконтрольній Україні, а також на території, окупованій терористами.

## Гуманітарні програми
У медичній сфері штаб працює за шістьма напрямками:
- адресна медична допомога,
- медичні набори (аптечки),
- кардіологічна допомога (проект «Здорове серце»),
- ліки для дітей,
- реабілітація поранених дітей,
- набори для пологів[7].

В рамках штабу 250 психологів пройшли навчання на курсі «Травма війни». Вони надавали допомогу в дитячих садках і школах, громадських установах, лікарнях, спеціалізованих психологічних центрах. Фонд заявляє, що у 2014—2015 роках психологічну підтримку отримали 55 тисяч людей.
Фонд і штаб евакуювали і розселяли людей з міст, де йдуть бойові дії. За даними штабу, з травня по грудень 2014 року було евакуйовано 39,462 особи, розселено — 6,939 осіб. З серпня 2014 року евакуйовано із зони бойових дій більше 39 тис. осіб.
Завдяки проекту «Здорове серце» Фонду Ріната Ахметова вже врятовано 50 дітей. Тепер вони можуть вести активний спосіб життя і реалізувати свої мрії.
Проект «Мирне літо — дітям Донбасу» — організація Штабом відпочинку та оздоровлення для дітей Донбасу під час літніх канікул. На відпочинку побували понад 3500 дітей.
У березні 2017 року терористи з „ДНР“ заборонили діяльність штабу на окупованих територіях.
29 травня 2018 року в Брюсселі відкрилася щорічна Конференція EFC (Європейський центр фондів), в якій з презентацією фотокниги «Донбас і Мирні» взяли участь Наталія Ємченко, член Наглядової ради Фонду, та Роман Рубченко, його директор. Фотокнига була представлена в рамках сесії «A matter of culture — Civil society and democratic dialogue in Central and Eastern Europe» («Значення культури: громадянське суспільство і демократичний діалог в Центральній і Східній Європі»).
У 2018 році фотокнига «Донбас і Мирні» була презентована в Києві, Брюсселі, Львові, Маріуполі та Франкфурті-на-Майні, відзначена в номінації «Краща соціальна фотокнига року» Українського бібліотечного фонду.
Згідно соцопитування за липень 2018 року, проведеного Київським міжнародним інститутом соціології (КМІС) серед 2450 респондентів, 90 % його учасників знають про діяльність фонду. А роботу штабу позитивно оцінюють 72 % опитаних.
Протягом 14-17 січня 2019 року в Європарламенті в Страсбурзі фонд організував виставку про Донбас, було виставлено колажі з фотокниги «Донбас і мирні», фото зруйнованих будинків та їхніх мешканців, відео за участю дітей війни. У березні 2019 року фотокнига «Донбас і мирні» була представлена на Лондонському книжковому ярмарку в рамках Українського стенда.
У вересні 2019 року до Дня безпеки пацієнтів фонд придбав 20 автівок швидкої допомоги.